# Villacrés
Villacreçes es un apellido toponímico de origen español. Se deriva del despoblado castellanoleonés de Villacreçes y mantiene relación con los apellidos «Villacrez», «Villacreces» & «Villacreses». En la actualidad, su dispersión geográfica más acentuada se encuentra en América del Sur, siendo un apellido común en Colombia y Ecuador.